# Stanisław Węglowski
Stanisław Węglowski (ur. 8 maja 1906 w Czersku, zm. 7 czerwca 1967 w Warszawie) ps. "Lechit", "Sawicki" vel Stanisław Romaniecki – polski żołnierz podziemia w czasie II wojny światowej, porucznik piechoty Wojska Polskiego (1934), podpułkownik Sił Zbrojnych Polskiej Rzeczypospolitej Ludowej.

## Życiorys
Syn Władysława i Wandy z domu Pobockiej. W 1928 ukończył Seminarium Nauczycielskie w Lublinie, a następnie odbywał służbę wojskową w Szkole Podchorążych Piechoty w Różanie (1928-1929) i w Szkole Podchorążych Piechoty w Ostrowi – Komorowie (1929-1931). 15 sierpnia 1931 promowany na stopień ppor. sł. st. do 7 pp Leg. w Chełmie na stanowisko d-cy plutonu. 1 stycznia 1934 awansowany na porucznika.
W czasie kampanii wrześniowej w 1939 dowódca kompanii w czasie walk na Kielecczyźnie, a potem w obronie Warszawy. W czasie okupacji hitlerowskiej od 1940 działał w konspiracji w ZWZ/AK. Na początku dowódca rejonu, później komendant podobwodu 642/B Puławy. W 1942 awansowany na kapitana.
W trakcie Akcji "Burza" był jednym z dowodzących siłami 15 pułku piechoty AK "Wilków" w ataku na Puławy dnia 26 lipca 1944 roku. W sierpniu 1944 został aresztowany przez NKWD i uwięziony był jako Stanisław Romaniecki w areszcie w Lublinie, następnie przewieziony do aresztu w Charkowie, gdzie przebywał do 1946, skąd przenoszony był do kolejnych obozów na terenie ZSRR. W listopadzie 1947 repatriowany do Polski i po zwolnieniu z obozu przejściowego wyjechał do Gdańska.
W 1952 mieszkał i pracował w Wesołej koło Warszawy i 26 lipca tego roku został zatrzymany przez funkcjonariuszy Ministerstwa Bezpieczeństwa Publicznego i osadzony w areszcie na ul. Rakowieckiej. Bity i torturowany w celu wymuszenia zeznań został skazany na 15 lat więzienia oraz kary dodatkowe pozbawienie praw obywatelskich i publicznych na lat 5. Karę odbywał na zamku w Lublinie, skąd przeniesiono go w 1954 do Centralnego Więzienia Karnego w Rawiczu. Z Rawicza przez Warszawę został przeniesiony do CWK Wronki, skąd został wypuszczony na wolność na mocy amnestii z 27 kwietnia 1956 roku. Wrócił do Wesołej, później został awansowany do podpułkownika w stanie spoczynku. Zmarł w 1967 w Warszawie.
Odznaczony Krzyżem Virtuti Militari kl.V, Krzyżem Walecznych, Złotym Krzyżem Zasługi z Mieczami.
Pochowany na cmentarzu Powązkowskim w Warszawie we wspólnym grobie z gen. Jędrzejem Węgłowskim (kwatera 179, rząd IV, nr grobu 7).